# 秦屿戍守台湾将士墓群
秦屿戍守台湾将士墓群，位于中国福建省福鼎市秦屿镇农业村的明清时期墓群。原是埋葬当地抗击倭寇的军民和无嗣无屋尸骨。清代，秦屿左右营开始抽丁戍守台灣，官兵殉难或病故后埋葬於此。此外，随鄭成功攻台及清代戍台的故兵亦安葬于此。1974年，收集一般民眾及革命人士骨灰合葬于此处。虎头岗包括戍台故兵墓两处（一墓一碑）和抗倭义冢三处，总占地面积2500平方米 。2009年11月16日公布为福建省文物保护单位。2013年3月5日，作为福建戍守台湾将士墓群之一公布为第七批全国重点文物保护单位。